# Nematopodius mindanao
Nematopodius mindanao là một loài tò vò trong họ Ichneumonidae.